# Railways Building
Das Railways Building ist ein Wolkenkratzer in der kasachischen Hauptstadt Astana. Es ist Unternehmenssitz der staatlichen kasachischen Eisenbahngesellschaft Kasachstan Temir Scholy.

## Gebäude
Das Railways Building befindet sich im neuen Regierungsviertel Astanas an der Nordseite des Water-Green Boulevard, an dem sich auch der Bajterek-Turm, das Wahrzeichen der Stadt, befindet. Das Railways Building besteht aus zwei Türmen, die über drei Brücken miteinander verbunden sind.
Die Höhe bis zur Spitze des Gebäudes beträgt 175 Meter. Im höheren der beiden Türme gibt es 40 Stockwerke, im anderen Turm sind es 37 Stockwerke. Die gesamte Nutzfläche beträgt 10.000 m².

## Geschichte
Das Railways Building wurde am 3. Juli 2009 nach vierjähriger Bauzeit durch den amtierenden kasachischen Präsidenten Nursultan Nasarbajew eröffnet.
Am 10. Juni 2009 um 04:00 Uhr UTC (10:00 Uhr Ortszeit am 10. Juni 2009) brach im 9. Stockwerk des Railways Building ein Brand aus, in dessen Folge mehr als 100 Menschen aus dem Gebäude evakuiert wurden. Am 17. Juni 2009 um 12:34 Uhr UTC (18:34 Uhr Ortszeit am 17. Juni 2009) wurde ein Arbeiter infolge eines Sturzes aus dem 6. Stockwerk tödlich verletzt.